# Pingüí carablanc
El pingüí carablanc (Pygoscelis antarcticus) és una espècie d'ocell exclusivament marina, la qual forma grans colònies de centenars i milers d'individus.

## Descripció
- Fan 68 cm d'alçada, 27 cm de llargada i pesen 6 kg,[2] però segons el cicle poden pesar només 3 kg. Els mascles són més alts i pesants que les femelles.[3]
- Zones posteriors negres.
- Blanc per les zones inferiors. Una línea negra d'una orella a l'altra, a través de la gola.
- Bec negre. Potes rosades.
- Els immaturs són semblants.

## Reproducció
Els cal un sòl sense neu per a fer els nius.

## Alimentació
S'alimenten de krill, crustacis i peixos.

## Depredadors
Són depredats per la foca lleopard (Hydrurga leptonyx).

## Distribució geogràfica
Es troben a l'Antàrtida, les illes Sandwich del Sud, les illes Òrcades del Sud, les illes Geòrgia del Sud, l'illa de Bouvet (pertanyent a Noruega) i les illes Balleny.

## Longevitat
Viuen de 15 a 20 anys.